# شور زندگی (رمان امیل زولا)
شور زندگی (به فرانسوی: La joie de vivre) رمانی است از نویسنده، روزنامه‌نگار و نمایش نامه نویس فرانسوی، امیل زولا، که در سال ۱۸۸۳ در فرانسه منتشر شد. این کتاب دوازدهمین جلد از مجموعهٔ ۲۰جلدی روگن ماکار است. این کتاب زولا، گاهی با نام لذت از زندگی هم شناخته می‌شود. کتاب در ابتدا به صورت پاورقی در دورهٔ ژیل بلاس انتشار یافت و در نهایت در فوریهٔ ۱۸۸۴ توسط انتشارات شارپنتیه به صورت کتاب منتشر شد. شخصت اصلی و در حقیقت قهرمان این کتاب، پولین کنو دختر ده سالهٔ یتیمی است که به سرپرستی و تکفل گرفته می‌شود. تاریخ وقایع داستان همان دوران امپراتوری دوم فرانسه است. شالودهٔ اصلی رمان زمانی شکل گرفت که زولا، با سود حاصل از موفقیت کتاب آسوموار، خانه‌ای در مِدان خریده بود.

## طرح کلی قصه و تجربیات زولا
ماجرای داستان در سال ۱۸۶۳ شکل می‌گیرد و یک دورهٔ زمانی ۱۰ ساله را در بر می‌گیرد. پولین دختری است که والدین خودش را در ده سالگی از دست داده و توسط خانوادهٔ یکی از اقوام به سرپرستی گرفته می‌شود.
زمستان سال ۱۸۸۳، زولا که اکنون ۴۰ ساله است، در کار نویسندگی به خواستهٔ خود رسیده‌است و می‌رود تا با نوشتن این رمان، آنچه را که در طول زندگی، از دل زدگی‌های دوران بلوغ گرفته تا ناملایمات دوران تبعیدش به خاطر انتشار مقالهٔ من محکوم می‌کنم که در خود گِرد آورده، ظاهر سازد. طرح کتاب شور زندگی از سال‌ها قبل ریخته شده بود زیرا در مکاتبات گوستاو فلوبر با زولا، نکاتی یافت می‌شود که این ظن را تقویت می‌کند. زولا در پاسخ به دوست و همکارش در مورد رمان آیندهٔ خود به مرگ اشاره می‌کند. درگذشت فلوبر او را متأثر می‌سازد و به دنبال آن از دست دادن مادرش او را دگرگون می‌کند و در همان زمان، نوشتهٔ آرتور شوپنهاور فیلسوف شهیر آلمانی که ظرافت او را «بدبینانه» لقب داده بود، وی را منقلب می‌سازد. با این همه به این اثر عمیق نویسندهٔ مردمی فرانسه باید از زاویه دیگری نگریست. طرفِ دیگر ماجرا را نیز از نظر دور نداشت تا مشخص شود که زولا به هنگام طرح این اثر، بدبینی، ترس، پوچی و ناامیدی را کنار می‌زند. در برابر ناکامی‌ها، نارسائی‌ها و ناباوری‌ها، قدرتی عظیم پدیدمی‌آورد.
زولا در این اثر، در مقابل ناکامی‌ها، اراده‌ای استوار و آهنین را قرار می‌دهد. روبروی هر نارسائی، صبر و شکیبایی خیره‌کننده‌ای را متصور می‌سازد. ناباوری را در عمل مردود می‌کند. خرافات را در پردهٔ ابهام می‌پیچد و به رغم اینکه وسوسه‌های خُرافهٔ مرد اول داستانش لازار، گهگاه او را در دام گرفتار می‌نماید، ولی پولین که قدرت تسلیم نشدنی مقابل او می‌باشد، بر همهٔ افکار پوچش خط بُطلان می‌کشد. هر یک از شکست‌ها و ناکامی‌های لازار با گشاده روئی و امید به آینده‌ای روشن از سوی پولین پذیرا می‌گردد. هر بار که شخصیت اول داستان خود را در چنگال نابودی گرفتار می‌یابد، پناهگاهش افکار امیدبخش دختر عمویش پولین است.

## ترجمه به فارسی
این کتاب با مشخصات زیر در ایران چاپ شده‌است:
- زولا، امیل، پولین، ترجمهٔ دکتر محمدعلی خندان، تهران، اکباتان، ۱۳۷۰.

## واژگان
1. ↑  Rougon-Macquart
2. ↑  Pauline Quenu
3. ↑  Second French Empire
4. ↑  L'Assommoir
5. ↑  Gustave Flaubert
6. ↑  Arthur Schopenhauer